# John Hemingway
El capità de grup John Hemingway   (Dublín, 17 de juliol de 1919 - Dublín, 17 de març de 2025), conegut com a Paddy Hemingway, va ser un pilot de caça irlandès que va servir a la Royal Air Force durant la Segona Guerra Mundial a la Batalla de Dunkerque, la Batalla d'Anglaterra, la invasió aliada d'Itàlia i la invasió de Normandia. Va ser abatut quatre vegades durant la guerra. Hemingway va ser l'últim aviador supervivent de la Batalla d'Anglaterra.

## Vida primerenca
Hemingway va néixer a Dublín el 17 de juliol de 1919. La seva família era membre de l'Església d'Irlanda, pertanyents a la comunió anglicana. Va assistir a lescola de la Catedral de Sant Patrici i al St Andrew's College.

## Carrera a la Royal Air Force (RAF)
Hemingway va ser acceptat per servir a la Royal Air Force i se li va concedir una comissió de servei curta el 7 de març de 1938. El gener de 1939, Hemingway va començar a entrenar a Brough, East Riding de Yorkshire, Anglaterra. El 7 de març de 1939, va ser nomenat com a oficial pilot en servei. A principis de 1940, després de l'esclat de la Segona Guerra Mundial, pilotava avions del tipus Hawker Hurricane amb l'esquadró número 85 de la RAF a França. Va abatre un Heinkel He 111 el 10 de maig. L'endemà, Hemingway va abatre un Dornier Do 17 i es va veure obligat a fer un aterratge prop de Maastricht després que el seu avió resultés danyat. El 15 de maig, l'exèrcit britànic el va dur a Seclin i va tornar a Anglaterra dos dies després. Durant la Batalla de Dunkerque va realitzar vols de suport sobre el Canal de la Mànega.
Hemingway va servir a Anglaterra amb l'esquadró número 253 de la RAF abans de tornar a l'esquadró número 85 el 15 de juny de 1940. Hemingway va lluitar a la Batalla d'Anglaterra, de juliol a octubre de 1940. El seu Hurricane va ser danyat el 18 d'agost mentre es trobava sobre l'estuari del Tàmesi. Va ser abatut de nou sobre Eastchurch el 26 d'agost, fent de Hemingway la primera víctima de l'esquadró 85 en combat oficial sobre Gran Bretanya. Cinc dies després, va danyar un Messerschmitt Bf 109. El 3 de setembre de 1940, va ser ascendit a oficial de vol, i el 22 de setembre va fer un aterratge forçat a causa del mal temps prop de Church Fenton.
El 1941, l'esquadró 85 va començar a executar tasques de caça nocturn amb l'avió Douglas A-20 Havoc II. Hemingway volava un avió d'aquest tipus el 13 de maig de 1941 quan els seus instruments van fallar amb mal temps. Va saltar amb paracaigudes de l'avió a baixa altura, intentant evitar la cua de l'avió, però la seva mà dreta la va colpejar, trencant-se dos dits. Va poder estirar el cordó del paracaigudes amb l'altra mà, però el paracaigudes no es va obrir completament. La seva caiguda va ser esmorteïda per un arbre i va aterrar en un sambaqui i va sobreviure, malgrat que amb els turmells ferits. Aleshores va ser esmentat en despatxos i va ser guardonat amb la Creu dels Vols Distingits.
Esgotat, Hemingway va rebre ordres d'executar tasques generalment lleugeres al llarg de diversos mesos. El 7 de juliol de 1941, va començar a servir amb el vol número 1452 de la RAF a West Malling. Va exercir com a controlador de trànsit aeri durant la invasió de Normandia. D'abril a desembre de 1945 va comandar l'esquadró número 43 de la RAF, pilotant avions del tipus Supermarine Spitfire. L'esquadró va servir a Itàlia i Hemingway va ser abatut per quarta vegada.
Acabada la Segona Guerra Mundial, Hemingway va ser enviat a l'Orient Mitjà. Va ser ascendit a tinent de vol el 23 de gener de 1946, i el 6 de març de 1946 va ser nomenat cap d'esquadró substantiu de guerra. El 15 de juliol de 1948, Hemingway va ser ascendit a cap d'esquadró, i l'1 de juliol de 1954 a comandant d'ala. Hemingway va servir més tard com a comandant de l'estació de la RAF Leconfield, va ser oficial d'estat major de l'OTAN a França i finalment va servir al Ministeri de l'Aire. Ascendit a capità de grup l'1 de gener de 1969, es va retirar el 12 de setembre d'aquell any.

## Vida personal i mort
Hemingway es va casar amb Bridget i van tenir tres fills. Bridget va morir el 1998. Hemingway  va viure uns anys al Canadà, però va tornar a Irlanda el 2011. El juliol de 2018 era un dels nou membres supervivents de The Few. El 2019, vivia en una residència d'avis prop de Dublín. Després de la mort de William Clark el 2020, Hemingway es va convertir en l'últim aviador supervivent de la Batalla d'Anglaterra.
El 2024, Hemingway va presentar una sèrie de cinc retrats de l'artista Dan Llywelyn Hall, titulada The Last of the Few, a l'ambaixada britànica a Dublín, commemorant el seu 105è aniversari. El juny de 2024, Hemingway es va reunir amb la filla de la jove que, segons ell, l'havia salvat dels alemanys després de ser abatut a prop de la ciutat de Ferrara, Itàlia, el 1945. La trobada a Dublín es va produir després que Hemingway i la seva família fessin una crida per conèixer la noia que l'havia amagat i li va salvar la vida.
Hemingway va morir el 17 de març de 2025, a 105 anys. La Royal Air Force ho va anomenar "la fi d'una era", amb el primer ministre britànic Keir Starmer i el príncep de Gal·les retent-li homenatge.